# Faunbrunnen (Magdeburg)

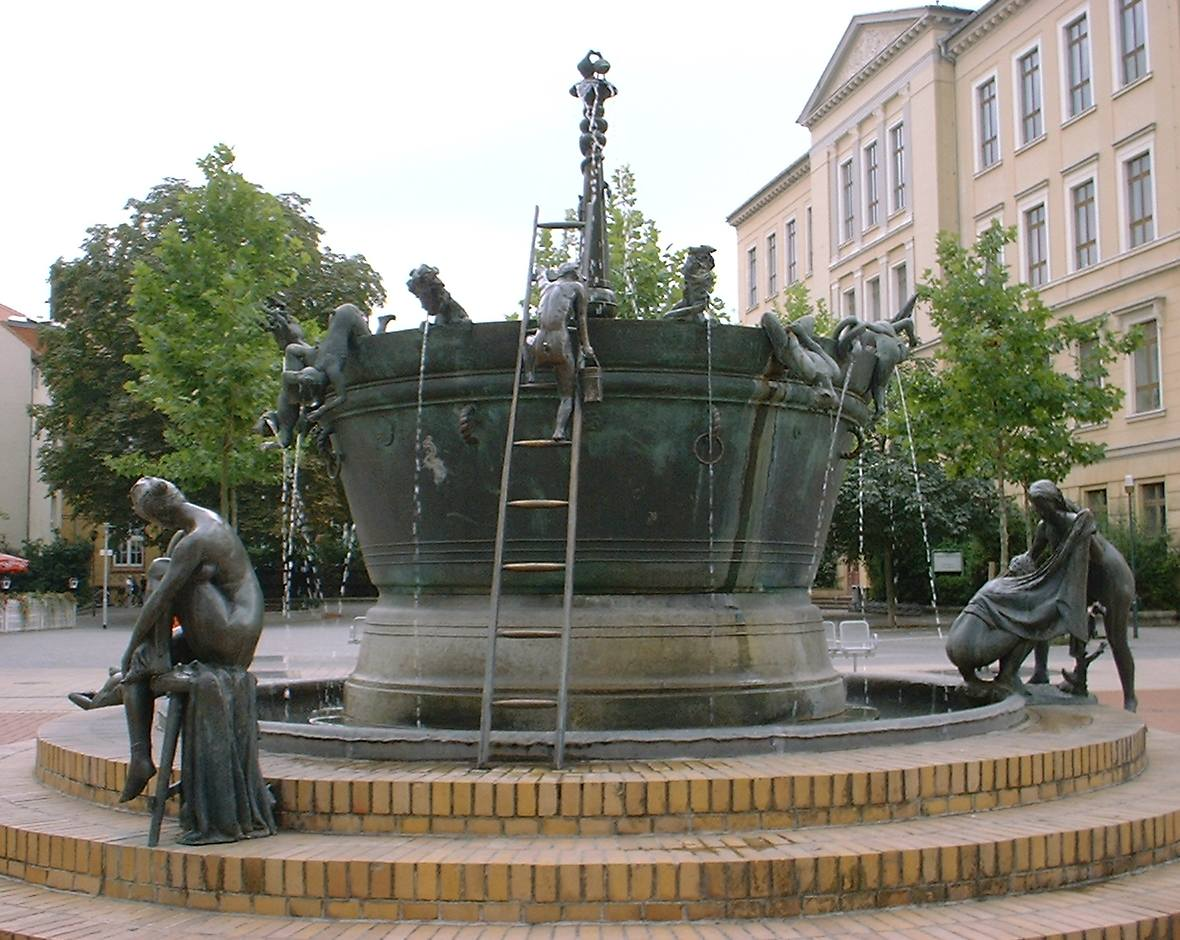
Faunbrunnen – Blick von Norden

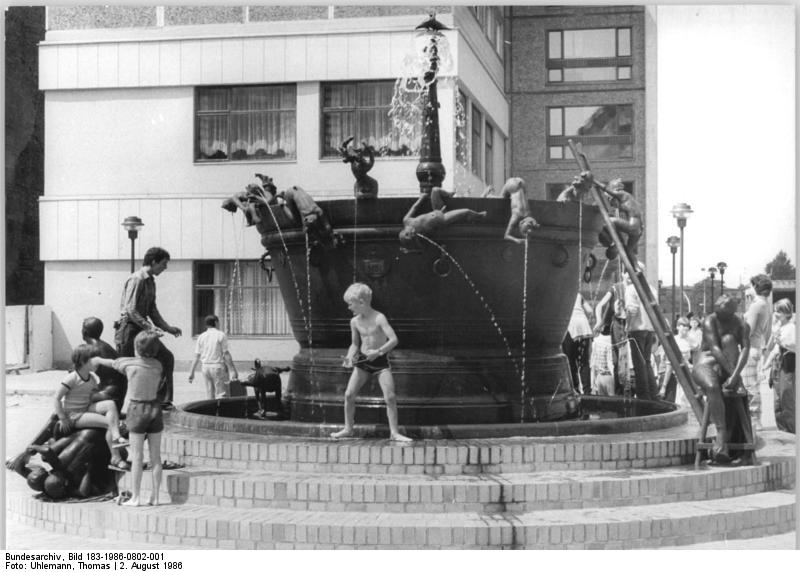
Faunbrunnen im Jahr 1986 – Blick von Osten

Der Faunbrunnen, auch als Faunenbrunnen oder Teufelsbrunnen bezeichnet, ist ein Brunnen in der Magdeburger Altstadt.

## Geschichte
Der in der Leiterstraße stehende Brunnen wurde durch den Magdeburger Bildhauer Heinrich Apel geschaffen und bildet den Mittelpunkt einer platzartigen Erweiterung der als Fußgängerzone ausgestalteten Straße. Die Arbeiten an dem Kunstwerk nahm Apel 1976 auf. Der erste Arbeitstitel lautete Ein Kessel Buntes und spielte auf die gleichnamige Unterhaltungssendung des DDR-Fernsehens an. Der Guss des Brunnens erfolgte, im Zuge der erheblich verzögerten Fertigstellung der mit DDR-Plattenbauten umgestalteten Fußgängerzone, im Jahr 1986 im Betriebsteil Waren des Dieselmotorenwerkes Rostock. Die Figuren entstanden in der Kunst- und Glockengießerei Lauchhammer. Die technologische Umsetzung der Künstler-Entwürfe von Heinrich Apel für seinen Faunbrunnen in Magdeburg schuf 1975 und 1976 Glockengießermeister Peter Schilling aus Apolda.
Die Montage wurde vom Bau- und Montagekombinat Magdeburg durchgeführt. Die Einweihung des Brunnens fand mit einem Brunnenfest Mitte Juni 1986 statt. 1989 wurde der Brunnen auf einer DDR-Briefmarke dargestellt. 2024 wurde der Brunnen als Kleindenkmal in das Denkmalverzeichnis des Landes Sachsen-Anhalt eingetragen.

## Gestaltung
Der als großer Topf aus Bronze gestaltete Brunnen steht auf einem mit mehreren Stufen versehenen, kreisrunden Podest aus Backsteinen. Der Bronzekessel weist einen Umfang von 3,2 Metern auf und trägt an seiner Ostseite das Wappen der Stadt Magdeburg. Um den Bronzetopf verläuft eine Wasserrinne. Bemerkenswert sind die vielen Figuren, die am Rande des Topfes das Podest bevölkern oder aus dem Topf heraus agieren. Zwei miteinander kämpfende Jungen, zwei sich gegenseitig abtrocknende Frauen, eine Frau auf einem Hocker und ein von dieser abgewandt blickender junge Mann sind wie zufällig auf dem Podest platziert. Neben dem Frauenpaar, welches wie alle Figuren nackt dargestellt ist, finden sich auch eine Katze und eine Schildkröte. Ein Hund uriniert an die Außenseite des Topfes. Auf dem Topfrand sitzen verschiedenen Unsinn treibende Faune, die zugleich als Wasserspeier dienen und von Topfrand herunterspucken, ohne dass dies die umstehenden Figuren zur Kenntnis nehmen. Die Faune sind als Mischwesen aus Ziege und Mensch dargestellt. Auch Sirenen, Schlange, Fisch und Ziegenbock sind vertreten. Insgesamt 22 Figuren sind auf dem Kesselrand platziert. Vom Podest führt eine Leiter zum Topfrand. Auf der Leiter steht ein Faun mit Wassereimer. Er bildet eine Verbindung zwischen dem Topf und seiner Umgebung. Gleiches gilt für einen nackten Mann mit heruntergezogener Unterhose, der kopfüber in den Topf stürzt und als mögliches Opfer der Sirenen gedeutet wird.
In der Mitte des Topfes ragt eine große Stele empor. An ihr windet sich eine Schlange. Auch eine Schnecke und eine Eidechse finden sich dort. Oben auf der Stele sitzen zwei turtelnde Tauben.
Die Interpretationsmöglichkeiten des humorvollen Kunstwerks sind vielfältig, wobei Liebe und Sexualität symbolisiert durch turtelnde Tauben, Faune, Sirenen und nackten Menschen ein besonderer Stellenwert beizumessen sein dürfte. Bezug nimmt der Brunnen auf die mittelalterlichen Stadtbrunnen und das Leben an und mit ihnen.